# Oktiabrski (Temriuk, Krasnodar)
Oktiabrski (del ruso: Октябрьский) es un posiólok del raión de Temriuk del krai de Krasnodar del sur de Rusia. Está situado en la península de Tamán, a orillas del distributario Kazachi Yerik del delta del Kubán, 5 km al suroeste de Temriuk y 131 km al oeste de Krasnodar, la capital del krai. Tenía 608 habitantes en 2010.
Pertenece al municipio Temriukskoye.